# Аудіометр

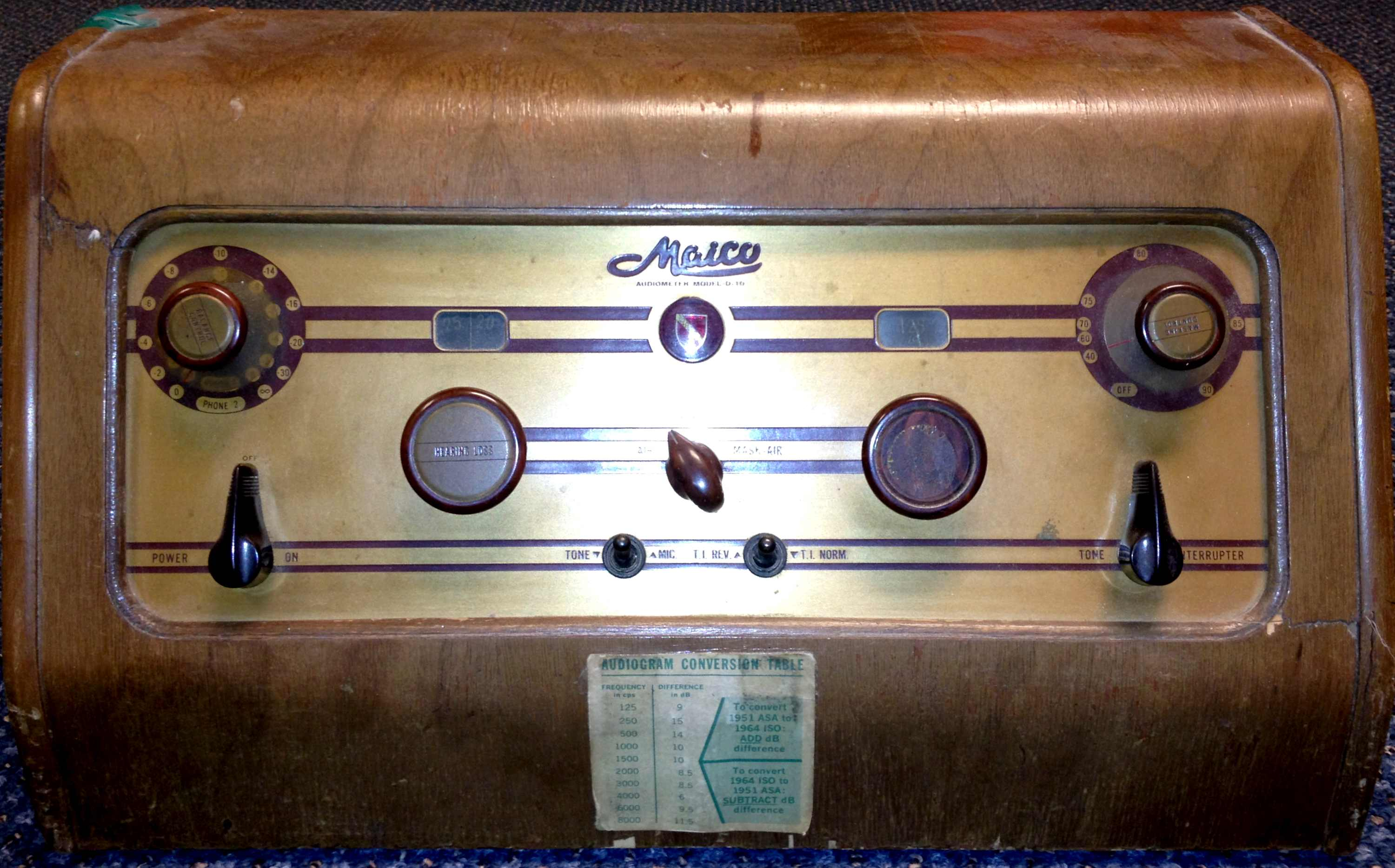
Аудіометр зразка 1960 р.

Аудіо́метр («авдіометр», від лат. Audire — чути і грец. Metron — міра) — вимірювальний генератор для функціональної діагностики, який створює дозовані дії на слуховий аналізатор у вигляді чистих звукових тонів або мовного сигналу.ДСТУ 2595-94 [Архівовано 30 вересня 2017 у Wayback Machine.]
Прилад для точного визначення гостроти слуху — електроакустичний прилад для вимірювання гостроти слуху.
Опис однієї з перших конструкцій приладу наведено в Енциклопедичному словнику Ф. А. Брокгауза та І. А. Ефрона у статті «авдіометр».
За допомогою аудіометра можуть бути отримані чисті тони різних частот і оцінена втрата слуху до кожної з них. Аудіометри призначені для оцінки функціонального стану слухового аналізатора людини шляхом визначення порогів чутності по повітряному і кістковому звукопроведенню шляхом порівняння слуху обстежуваного з характеристиками, еквівалентними порогу чутності нормальної людини. Документ, який фіксує результати обстеження, називається аудіограмою. Результати аудіометрії використовують для слухопротезування, зокрема для підбору та налаштування слухових апаратів.
Область застосування апаратури — сурдологія і отоларингологія.